# Mordella cinerea
Mordella cinerea es una especie de coleóptero de la familia Mordellidae.

## Distribución geográfica
Habita en la Siberia.